# Prepona penelope
Prepona penelope är en fjärilsart som beskrevs av Hans Fruhstorfer 1904. Prepona penelope ingår i släktet Prepona och familjen praktfjärilar. Inga underarter finns listade i Catalogue of Life.